# 紧生成空间
在拓扑学中，紧生成空间（又称k-空间）是一种拓扑空间、其拓扑为所有紧致子空间族的凝聚。具体而言，我们称拓扑空间X 为紧生成空间，当它满足：
子空间A 是X 中的闭集当且仅当对所有紧子集K ⊆X，A ∩K 是K 中的闭集。
等价地，我们也可以将以上条件中的“闭集”替换成“开集”。实际上，只要X 的拓扑是任意紧覆盖的凝聚（在以上的意义上），那么它的拓扑就是所有紧致子空间的凝聚。
相似地，紧生成豪斯多夫空间 是紧生成的豪斯多夫空间。与许多紧致性条件类似，“紧生成空间”也经常代指紧生成豪斯多夫空间。

## 动机
紧生成空间最初被称为k-空间，由德语kompakt 得名。胡列维茨最先研究了紧生成空间，在Kelley的《一般拓扑学》、Dugundji的《拓扑学》、Félix、Halperin及Thomas的《有理同伦论》等著作中可以找到对紧生成空间的记录。
对紧生成空间的更深层的研究始于1960年代，其动机是惯常的拓扑范畴有着公认的缺陷。这个缺陷是它并非笛卡儿闭范畴，即粘合映射的笛卡儿积并不总是粘合映射，而CW复形的笛卡儿积并不总是CW复形。相比之下，单纯集合的范畴则有许多方便的性质，其中就包括了笛卡儿闭。对如何补救这个缺陷，数学家们作了长时间的研究；这段历史在ncatlab网站上的文章convenient categories of spaces （页面存档备份，存于）中有更详细的记载。
最初的补救尝试（于1962年）是限制到紧生成豪斯多夫空间这一完全子范畴中，而这个子范畴事实上确是笛卡儿闭的。这些想法延伸到de Vries对偶性定理。在下文我们将给出幂对象的定义。另一个尝试（于1964年）则是考虑惯常的豪斯多夫空间，但将映射改为在紧致子集上连续的函数。
这些想法都可以推广到非豪斯多夫的情况，参考Topology and groupoids （页面存档备份，存于）一书的第5章第9节。这个推广的意义在于，豪斯多夫空间的粘合空间并不一定是豪斯多夫空间。更多相关信息，请参考Booth与Tillotson的论文。

## 范例
数学中大多数常用的拓扑空间都是紧生成的。
- 所有紧空间都是紧生成的。
- 所有局部紧空间是紧生成的。
- 所有第一可数空间都是紧生成的。
- 拓扑流形是局部紧的豪斯多夫空间，因此也是紧生成豪斯多夫空间。
- 度量空间是第一可数空间（甚至是第二可数），因此也是紧生成豪斯多夫空间。
- 所有CW复形都是紧生成豪斯多夫空间。

## 性质
我们用CGTop代表Top的对象为紧生成空间的完全子范畴，而用CGHaus代表CGTop的对象为同时满足豪斯多夫的空间的完全子范畴。
给定任意拓扑空间X，我们可以如下在X 上定义一个新的、可能更精细的拓扑，使X 为紧生成空间。设 {Kα} 为X 的紧致集合的搜集。我们声明X 的子集A 在新拓扑中为闭集当且仅当对于任意α，A ∩Kα 在Kα 中都是闭集。记新空间为Xc 。我们可以证明Xc 中的紧致集合与X 中的完全一致，而且这些紧致集合从两空间诱导的相对化拓扑也相同。由此可以推出，Xc 是紧生成空间，并且如果X 本身已经是紧生成的，那么Xc = X ，否则Xc 将严格比X 精致（即拥有更多开集）。
以上的构造是函子性的，即把X 映射到Xc 是从Top到CGTop的函子，而且这个函子是CGTop → Top的包含函子的右伴随。
定义在紧生成空间X 上的映射的连续性可以完全由X 的紧致子集决定。具体而言，函数f :X →Y 是连续的当且仅当它在每一个紧致子集K ⊆X 上的限制都是连续的。
即使X 和Y 均是紧生成空间，他们的积X × Y 也不一定是紧生成的（但若至少其中一个因子是局部紧的，那么积就是紧生成的）。因此，在紧生成空间的范畴内，我们必须定义X 和Y 的积为(X ×Y )c 。
范畴CGHaus中的幂对象是由(Y X )c 给出，其中Y X 代表从X 到Y 的连续函数的空间，赋予紧致开拓扑。
这些概念可以被推广到非豪斯多夫的情况，参考Topology and groupoids （页面存档备份，存于）一书的第5章第9节。推广的意义在于豪斯多夫空间的粘合空间不一定是豪斯多夫空间。